# 群馬県道251号沼田赤城線
群馬県道251号沼田赤城線（ぐんまけんどう 251ごう ぬまたあかぎせん）は、群馬県沼田市上沼須町から前橋市富士見町赤城山までを結ぶ県道である。

## 路線データ
- 起点：沼田市上沼須町字中棚692番の2[1]（群馬県道62号沼田大間々線交点〈上沼須町交差点〉）
- 終点：前橋市富士見町赤城山1番の2[1]（群馬県道70号大間々上白井線交点）
- 重要な経過地：利根郡利根村[注釈 1]

## 歴史
- 1959年（昭和34年）9月18日：群馬県より、県道沼田赤城線（沼田市上沼須町 - 利根郡利根村 - 勢多郡富士見村大字赤城山、整理番号1）として路線認定される[2]。
  - 同時に、前身路線にあたる旧・県道沼田赤城線（沼田市 - 勢多郡富士見村大字赤城山、整理番号32）が路線廃止される[3]。

## 通過する自治体
- 群馬県
  - 沼田市
  - 利根郡昭和村
  - 前橋市

## 交差する道路
- 群馬県道62号沼田大間々線：沼田市上沼須町（上沼須町交差点、起点）
- 群馬県道255号下久屋渋川線：利根郡昭和村糸井 - 貝野瀬（重複区間）
- 群馬県道4号前橋赤城線：前橋市富士見町赤城山（終点）